# Valentina Muhr
Valentina Muhr Altamirano (Santiago, 15 de marzo de 1985) es una actriz chilena de teatro, cine y televisión.

## Biografía
Se formó en actuación en la Universidad Católica de Chile donde obtuvo el título de actriz. En 2011 recibió una beca gubernamental, para estudiar el magíster Performance Making en Goldsmiths, Universidad de Londres. En 2017 en Nueva York, estudió la técnica Meisner con el maestro Bill Esper.
Ha colaborado con renombrados artistas nacionales e internacionales, en donde se destaca su trabajo con Raúl Ruiz y Valeria Sarmiento. En 2008 debutó en cine con la película Secretos dirigida por Sarmiento y escrita por Ruiz y ese mismo año participa en la serie de televisión Litoral, dirigida por este último. Volverá a trabajar con Ruiz en su película póstuma La noche de enfrente, con la que es invitada al festival de Cannes. 
Su trabajo cinematográfico más conocido ha sido Las analfabetas (Moisés Sepúlveda) por la que fue galardonada por su interpretación en tres ocasiones. La película es coprotagonizada con la ganadora del Oso de Plata Paulina García y fue estrenada en el Festival de Venecia.
En televisión destaca su trabajo en las series El reemplazante (2013) dirigida por Nicolás Acuña; Casa de Angelis (2016) dirigida por Valeria Sarmiento) y La cacería: las niñas de Alto Hospicio (2018) dirigida por Juan Ignacio Sabatini.
Así mismo ha participado en diferentes proyectos teatrales nacionales e internacionales. En su segundo año de carrera debutó como Melibea en la obra La Celestina para el teatro nacional TEUC. A ello le siguieron obras como Dilema Nueva York (Eduardo Pavez Goye) El Castigo sin Venganza (Mario Costa) La Leyenda de la carne (Florencia Martínez)  Las tres hermanas, La Casa de Dios, Apoteosis Final BBB:UP y Cerca de Moscú (Paulina García)
Valentina ha vivido en Chile, Londres, Berlín, París y Nueva York. En el Reino Unido, integró la compañía The Honest Crowd, con quienes codirigió Glasshouse presentada en BAC, Londres y The Basement, Brighton. Formó parte de Phantasmagoria dirigida por la comediante italiana Patricia Paolini. Trabajó además como performer en varias obras del artista Oscar Murillo y actuó en la obra Gala del destacado coreógrafo francés Jerome Bel.
En 2023 participa en un radio teatro familiar dirigido por la compañía Proyecto Fuego llamado "Las Islas también Duermen".
Se casó con el artista francés Pierre Huyghe con quien tiene una hija.

## Filmografía

### Cine
| Año  | Título            | Papel             | Notas |
| ---- | ----------------- | ----------------- | ----- |
| 2008 | Secretos          | Malva Menares     |       |
| 2012 | La noche enfrente | Laurita Petrafiel |       |
| 2013 | Las analfabetas   | Jackeline         |       |

### Televisión
| Año  | Título                                         | Papel             |
| ---- | ---------------------------------------------- | ----------------- |
| 2008 | Litoral                                        | La Bonita         |
| 2011 | Maldito corazón                                | Laura Castillo    |
| 2012 | Vida por vida                                  | Antonia del Río   |
| 2013 | Diario de mi residencia en Chile: María Graham | Ana María Cotapos |
| 2014 | El reemplazante                                | Isabel Mellado    |
| 2016 | Casa de Angelis                                | Sofía Di Angelis  |
| 2018 | La cacería: Las niñas de Alto Hospicio         | Andrea Valdivia   |
| 2022 | Cromosoma 21                                   | Mariana Enríquez  |
| 2023 | La vida de nosotras                            | Claudia Neira     |
| 2023 | Star Wars: Visions Volume 2. (In the Stars)    |                   |

## Premios y nominaciones
| Año  | Premio                                 | Categoría                                         | Producción                             | Resultado |
| ---- | -------------------------------------- | ------------------------------------------------- | -------------------------------------- | --------- |
| 2014 | Festival de Cine de la Patagonia Aysén | Mejor actriz                                      | Las analfabetas                        | Ganadora  |
| 2014 | Premio Pedro Sienna                    | Mejor interpretación secundaria femenina          | Las analfabetas                        | Ganadora  |
| 2014 | Festival de Cine de Gramado            | Mejor actriz                                      | Las analfabetas                        | Ganadora  |
| 2019 | Premios Caleuche                       | Mejor actriz de soporte en series y/o miniseries  | La cacería: las niñas de Alto Hospicio | Ganadora  |
| 2021 | Premios Caleuche                       | Mejor actriz protagónica en series y/o miniseries | Casa de Angelis                        | Ganadora  |
| 2023 | Premios Caleuche                       | Mejor actriz protagónica en series y/o miniseries | Cromosoma 21                           | Nominada  |
| 2023 | Premios Platino                        | Mejor interpretación femenina en miniserie        | Cromosoma 21                           | Nominada  |